# Caryothraustes poliogaster
Caryothraustes poliogaster là một loài chim trong họ Cardinalidae.